# شيماكو إيواي
شيماكو إيواي (باليابانية: 岩井志麻子)‏ (5 ديسمبر 1964 في واكه ‏ - ) روائية من اليابان.